# Gastronomía de Namibia
La gastronomía namibia es una cocina del sur de África que comparte similitudes con la de Sudáfrica. La carne juega un papel importante, ya se trate de animales domésticos o de caza.
La cocina namibia está influenciada por dos corrientes culturales principales:
- Cocina practicada por los pueblos indígenas de Namibia, como los grupos Himba, Herero y San.
- Cocina colonial introducida durante el período colonial por personas de origen alemán, afrikáner y británico.

## Productos básicos
Los ingredientes básicos incluyen fríjoles y arroz, cerdo y pollo, varias salsas y verduras como tomates y cebollas o ajos.

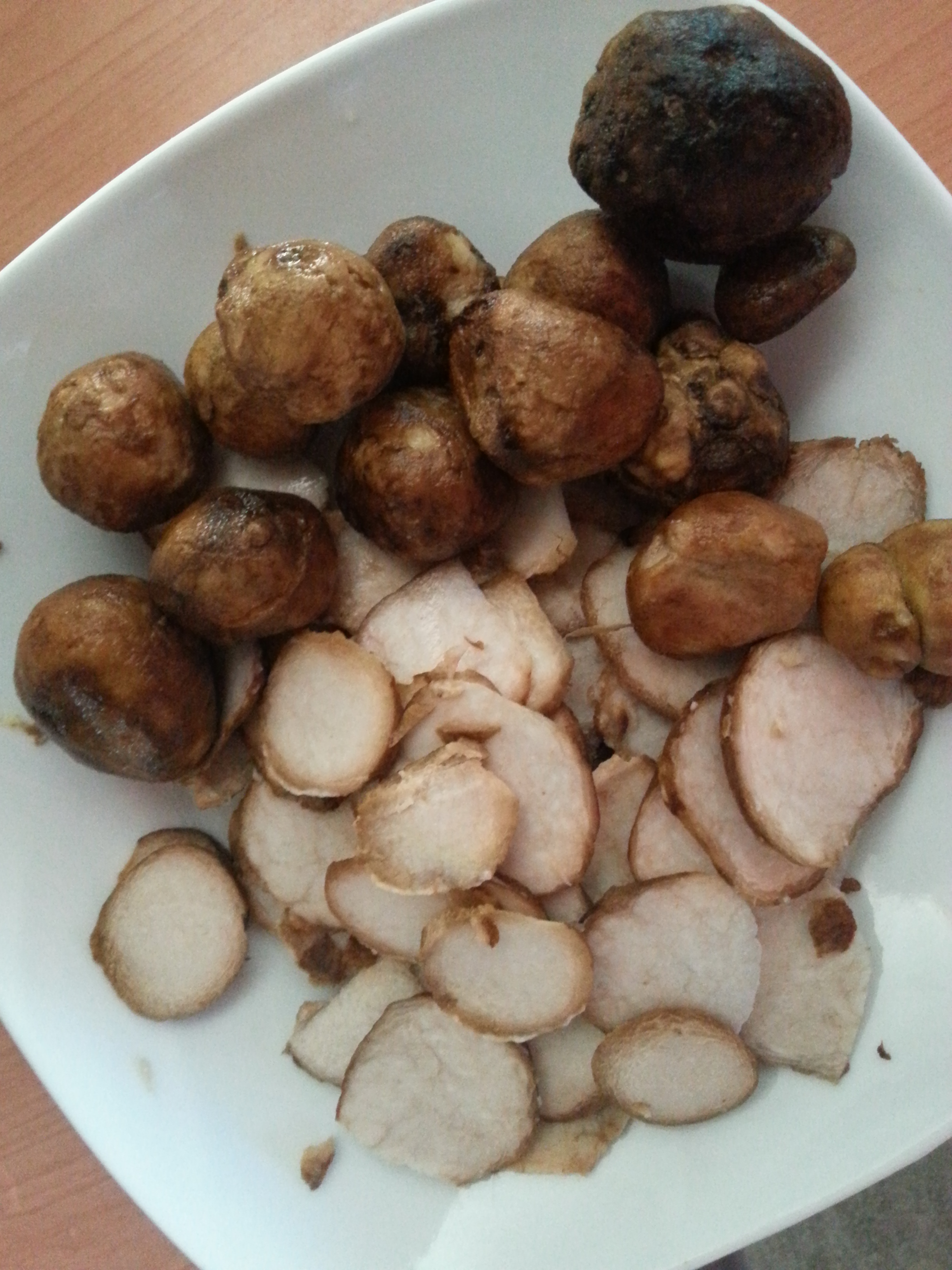
Trufas del Kalahari
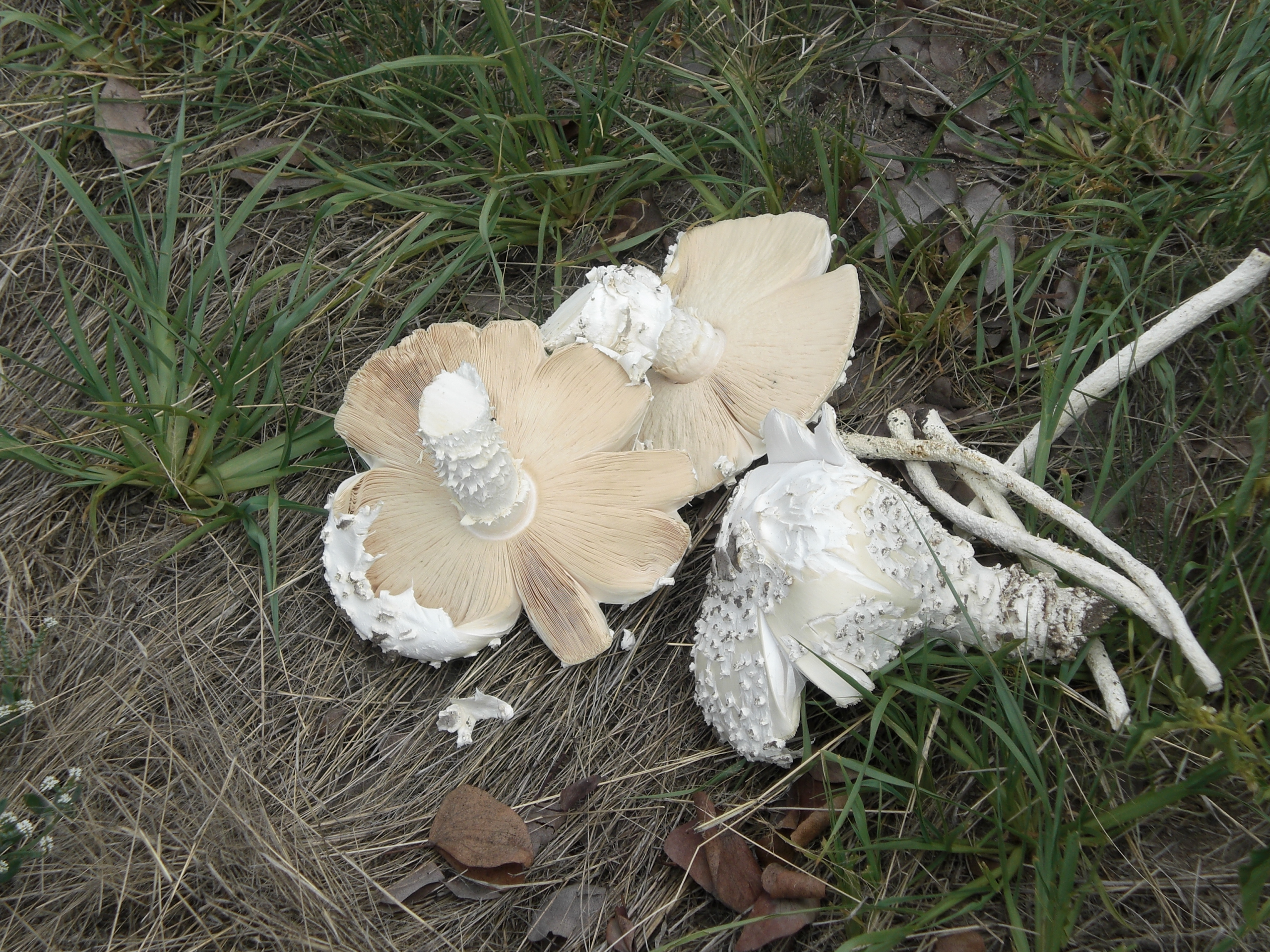
Hongos (Omayova)

## Selección de platos

### Cocina nativa
En la época precolonial, la cocina indígena se caracterizaba por el uso de una amplia gama de frutas, frutos secos, bulbos, hojas y otros productos extraídos de plantas silvestres y de la caza. Con la domesticación del ganado en la región hace unos dos mil años por parte de los grupos joisán se introdujo el uso de productos lácteos y carne.
- Vetkoek — un pan frito tradicional[3]
- Oshikundu: una bebida hecha de mijo fermentado[4]

### Cocina colonial
Namibia fue colonizada por colonos alemanes durante el siglo XIX y la influencia alemana en la cocina namibia sigue siendo muy fuerte. El Wiener Schnitzel es un ejemplo de la cocina de los colonos alemanes.

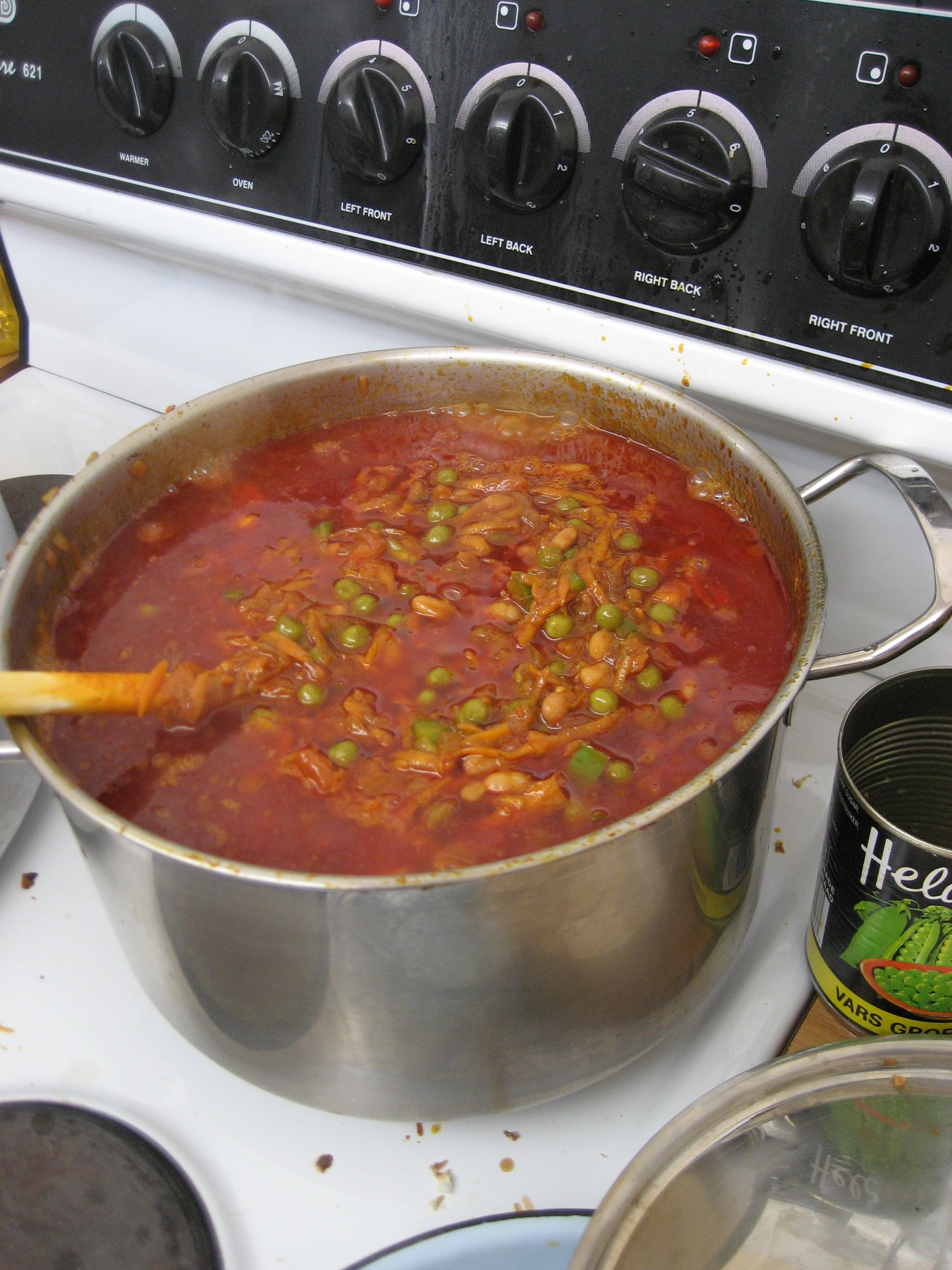
Chakalaka
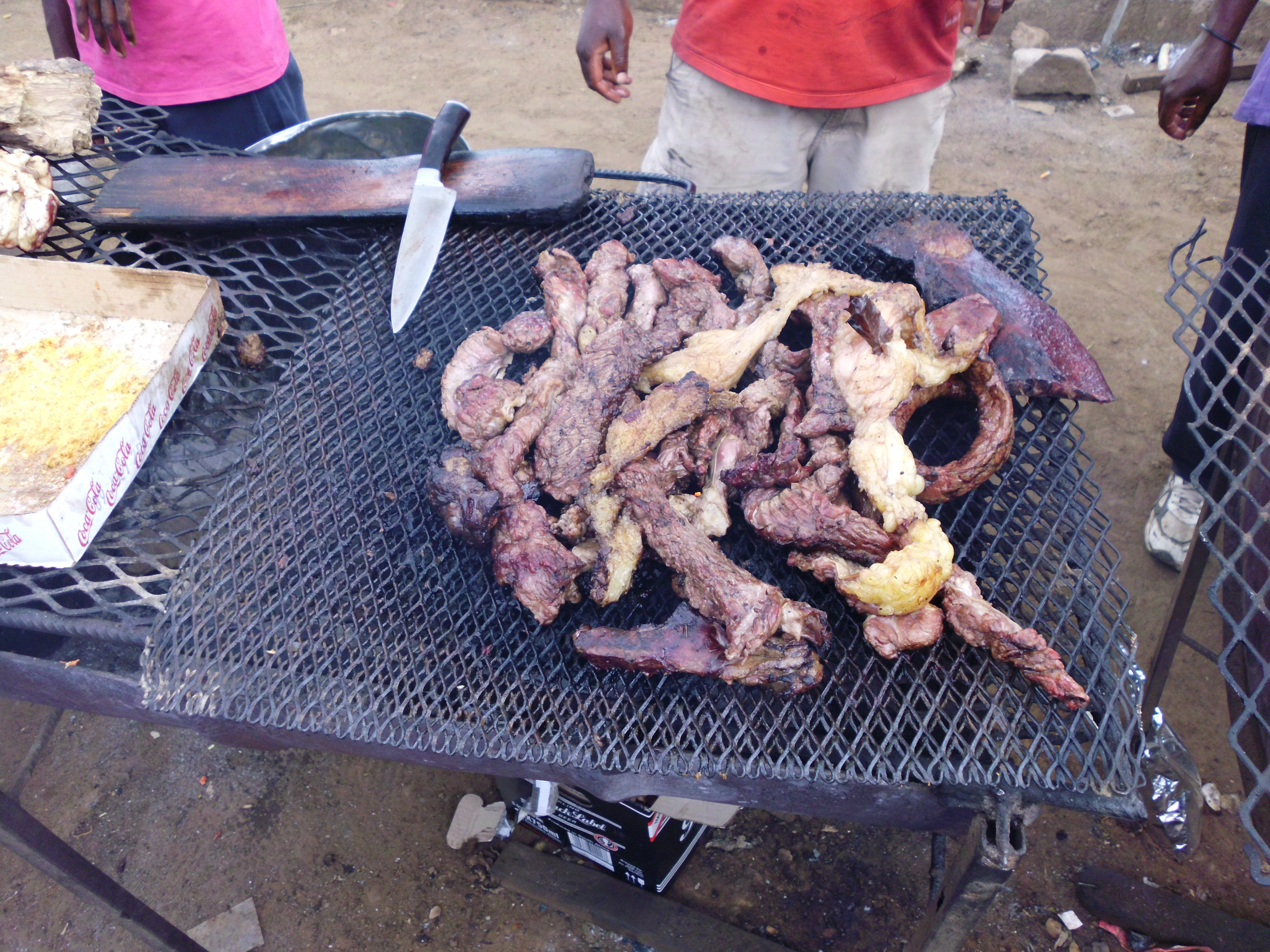
Carne de res a la parrilla
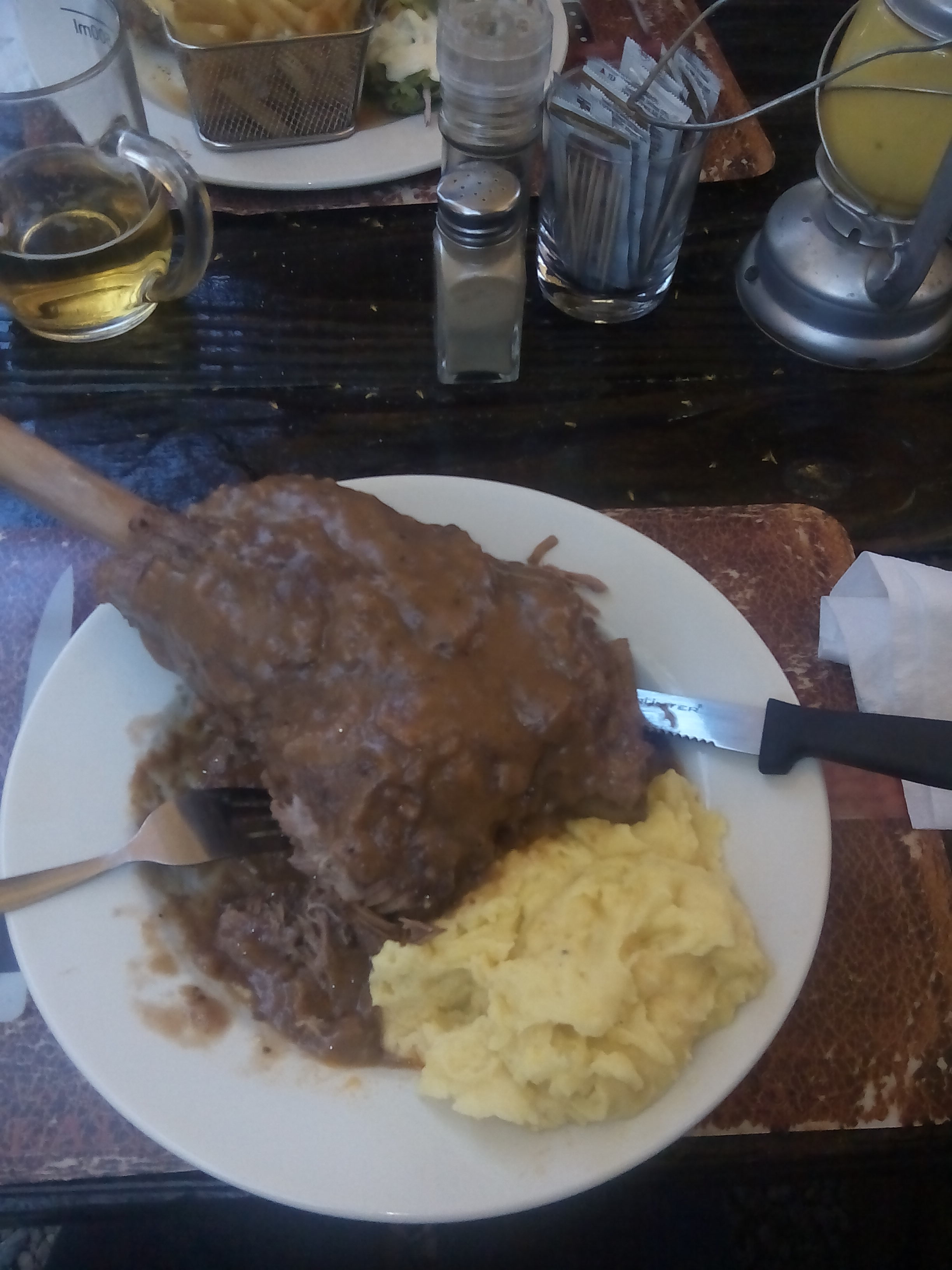
escribe bien
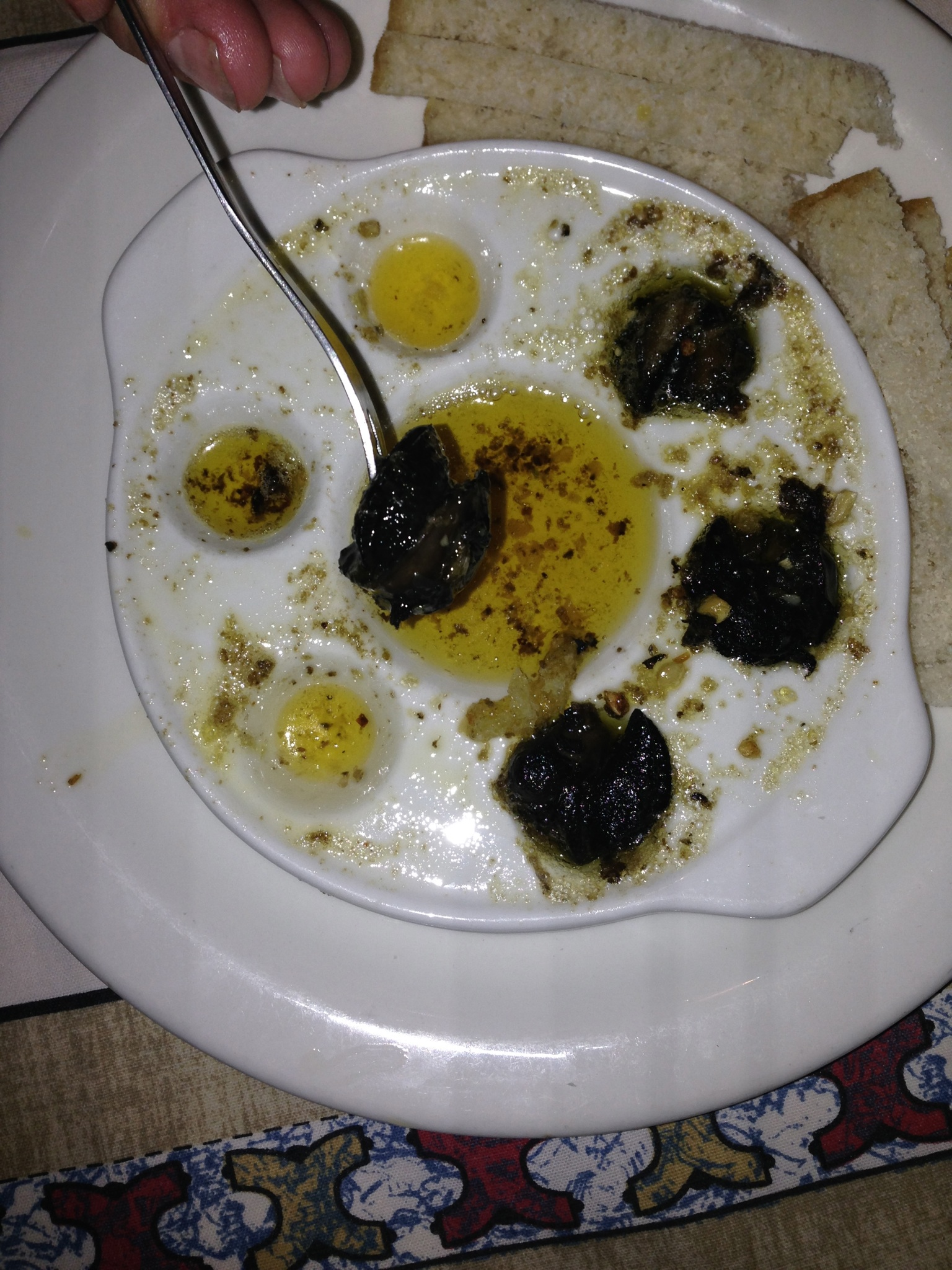
Caracoles
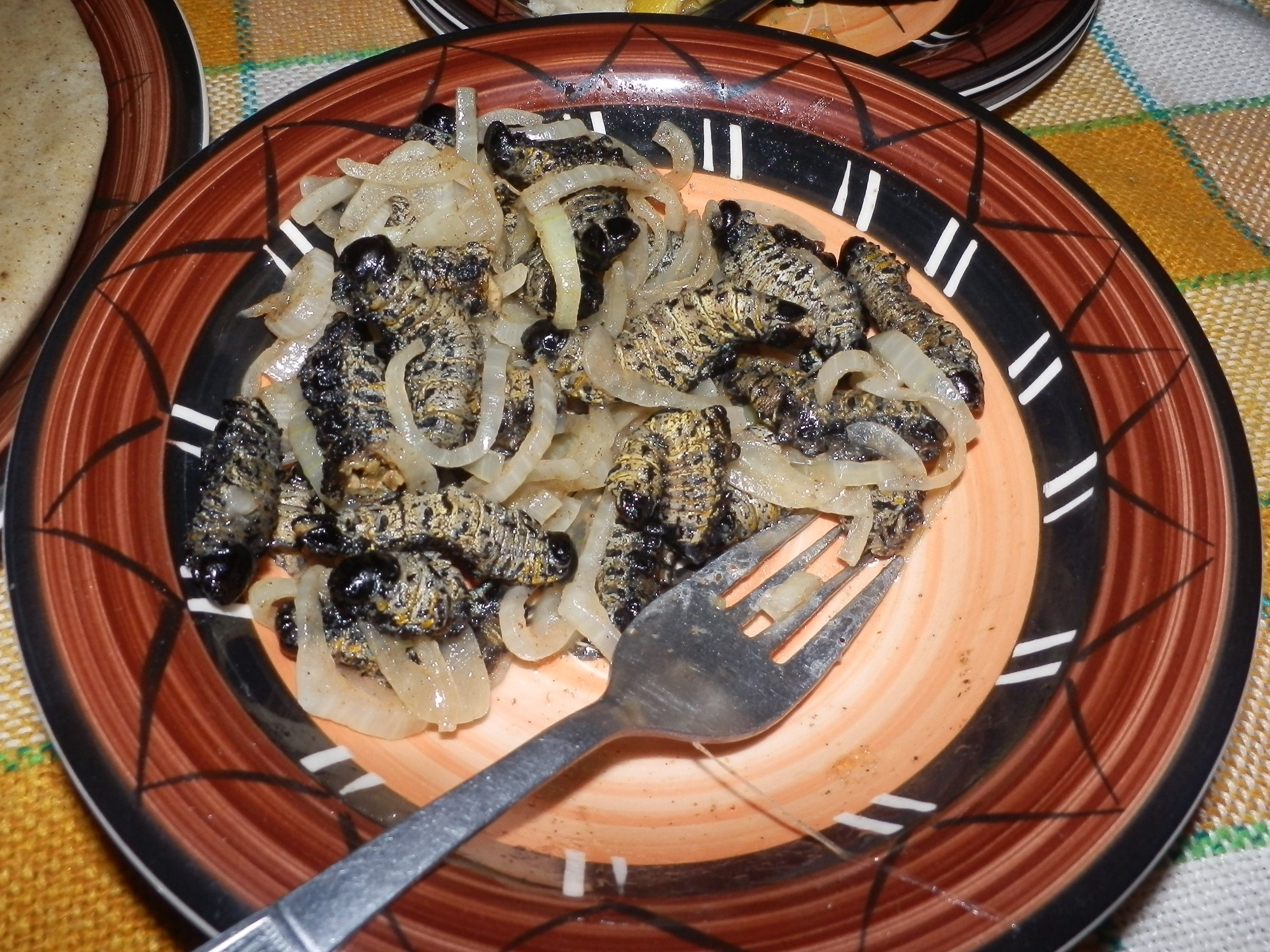
Mopanes
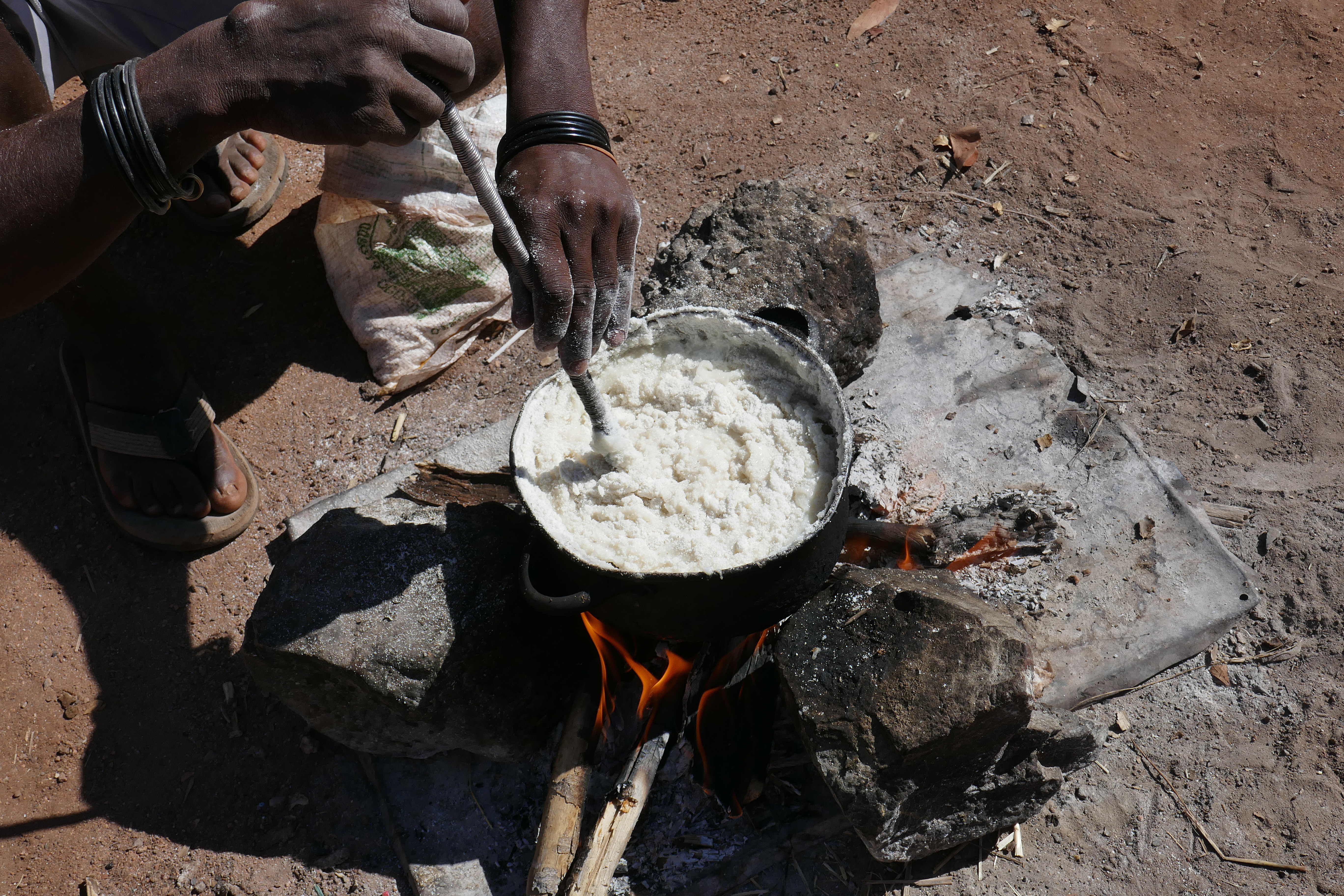
Preparación de pap en la tribu Himba

## Bebidas
La cerveza era elaborada por muchas tribus indígenas en el territorio que hoy es Namibia. Las recetas dependían de ingredientes disponibles localmente y se elaboraban para hacer cosas como la cerveza azucarada y la cerveza de miel. La tradición cervecera alemana continuó en el África sudoccidental alemana colonial. Después de que rápidamente resultó poco práctico y costoso importarlo desde Alemania, se establecieron cervecerías en toda la colonia. Sin embargo, después de la Primera Guerra Mundial, cuando muchos alemanes fueron deportados y se instaló una depresión económica, la mayoría de las cervecerías quebraron.
Las cervezas alemanas, especialmente las cervezas Tafel y Windhoek, todavía se elaboran en el país para el consumo interno y la exportación.